# NGC 3638
NGC 3638 é uma galáxia espiral (Sb) localizada na direcção da constelação de Crater. Possui uma declinação de -08° 06' 20" e uma ascensão recta de 11 horas, 20 minutos e 09,9 segundos.
A galáxia NGC 3638 foi descoberta em 1886 por Ormond Stone.